# دامینی
دامینی (Damini) یک فیلم هندی به سبک درام و جنایی به کارگردانی راجکومار سانتوشی که در سال ۱۹۹۳ منتشر شد. از بازیگران آن می‌توان به میناکشی سشادری، سانی دئول، ریشی کاپور، آمریش پوری و پارش راوال اشاره کرد. دامینی موفق شد جوایز بسیاری را از آن خود کند از جمله بهترین کارگردانی وبهترین صداگذاری و بهترین بازیگر نقش مکمل مرد. دیالوگ tarikh pe tarikh سانی دئول در این فیلم بسیار معروف است.
این فیلم در ایران توسط مؤسسه ایرانیان دوبله و پخش شده‌است.

## خلاصه داستان
دامینی دختری است که با شکر گوپتا مردی از طبقه ثروتمند ازدواج کرده. اختلاف طبقاتی بین آنها سبب بروز اختلافاتی بین دامینی و خانواده شکر شده‌است. در جشن رنگها خدمتکار خانه مورد تعرض راکش برادر کوچک شکر و دوستانش قرار می‌گیرد. شکر و دامینی شاهد جنایت هستند. شکر بخاطر حفظ آبروی خانواده سکوت کرده و دامینی را هم وادار به سکوت می‌کند. دامینی پس از یک جدال درونی با خود تصمیم به افشای حقیقت می‌گیرد؛ ولی در جلسه دادگاه توسط وکیل خانوادگی گوپتا یعنی ایندراجیت چاتا دامینی دیوانه شناخته شده و راکش و دوستانش تبرئه می‌شوند. دامینی که در تیمارستان به سر می‌برد فرار کرده و در خیابان با جوان مستی بنام گوویند روبرو می‌شود و با او به خانه اش می‌رود. در آنجا متوجه می‌شود که گوویند یک وکیل است و تصمیم می‌گیرد دوباره با کمک او به این مسئله بپردازد و…

## بازیگران و صداپیشگان
| نقش         | بازیگر            | دوبلُر            |
| گوویند      | سانی دئول         | منوچهر والی زاده |
| دامینی      | میناکشی سشادری    | نگین کیانفر      |
| شکهار       | ریشی کاپور        | سعید مظفری       |
| ایندراجیت   | آمریش پوری        | ناصر احمدی       |
| آقای گوپتا  | کولبوشان کارباندا | رضا آفتابی       |
| دایی شکر    | تینو آناند        | ابراهیم شفیعی    |
| بازرس کادام | ویجیندرا گاتجه    | میرطاهر مظلومی   |
| تولو باجاج  | پارش راوال        | امیر حکیمی       |